# Juan José García Granero
Juan José García Granero (Madrid, España, 26 de abril de 1981) es un exfutbolista español. Juega de interior izquierdo y su primer equipo fue Real Zaragoza.

## Biografía
García Granero se formó en las categorías inferiores del Real Madrid, aunque se incorporó en edad de Cadete al Real Zaragoza, al mudarse con sus padres a la capital aragonesa. Por aquel entonces era asiduo en las convocatorias de la selección española, con la que participó hasta categoría sub-18. Solía actuar como lateral izquierdo y ganó la Meridian Cup de 1999 frente a Nigeria junto a jugadores como Iker Casillas, Mikel Arteta o Vicente.
En la temporada 2000/2001 dio el salto al Real Zaragoza B, donde continuó actuando como carrilero por la banda izquierda, y fue la estrella del equipo, despertando el interés de numerosos clubes de Primera división. El conjunto filial zaragocista terminó quinto en la clasificación del Grupo II de Segunda división B, a un paso de la promoción de ascenso.
Las cosas no podían marchar mejor para Juanjo, que estaba considerado como el jugador más prometedor de la cantera y realizó la pretemporada con el primer equipo a las órdenes de Txetxu Rojo, disputando algunos amistosos, incluido el de presentación en La Romareda. No obstante, finalmente comenzó la temporada 2001/2002 nuevamente con el Real Zaragoza B para seguir jugando con asiduidad. La mala suerte se cebó con él y en octubre, con la campaña recién iniciada, sufrió una rotura de ligamentos de la rodilla que le mantuvo prácticamente todo el curso en el dique seco, truncando su gran progresión e inminente salto al Real Zaragoza. 
Además, el primer equipo zaragocista consumó su descenso de categoría. Como nota positiva cabe destacar que el conjunto filial quedó tercero en su grupo de Segunda división B, en puesto de promoción de ascenso. Pese a que la participación de García Granero fue breve debido a la grave lesión, destacaron compañeros como Cani o Iban Espadas, que posteriormente tendrían hueco en el primer equipo.
Así pues, la temporada 2002/2003 volvió a jugar en el Real Zaragoza B para retomar su progresión y ritmo de partidos, alternando ya más la posición de interior con la de carrilero. El primer equipo, por su parte, logró ascender nuevamente a Primera división.
Sin embargo, volvió a vivir un momento dulce al realizar la pretemporada con el Real Zaragoza, esta vez a las órdenes de Paco Flores, utilizándolo siempre como interior. Fue la revelación y encandiló al técnico zaragocista, aunque finalmente se decidió renovar a Martín Vellisca y ceder a Juanjo a un conjunto de Segunda división para que obtuviera mayor experiencia.
De este modo, la temporada 2003/2004 la disputó en el Elche Club de Fútbol. El conjunto ilicitano había hecho una fuerte apuesta para luchar por el ascenso, con jugadores como Goran Djorovic o Roberto Acuña, pero finalmente fue un año muy irregular. García Granero empezó a un gran nivel para después diluirse como el resto del equipo. Comenzó como fijo en el interior zurdo y posteriormente, con la llegada del técnico Oscar Ruggeri y el consecuente cambio de esquema táctico, pasó a salir de las alineaciones y actuar esporádicamente como carrilero.
Y por fin, la temporada 2004/2005, con Víctor Muñoz como técnico, dio el salto al primer equipo del Real Zaragoza. No obstante, el técnico aragonés no confió en él en ningún momento y acabó pasando el año prácticamente en blanco, con escasa participación. Debutó en la Primera división española en la 12.ª Jornada, en el partido Real Zaragoza 0 - Real Club Deportivo Mallorca 1.
En la campaña 2005/2006 se produjo su salida definitiva de la disciplina zaragocista y recaló en el Xerez CD de Segunda división. Allí volvió a mostrar un rendimiento irregular, aunque fue el interior izquierdo titular durante toda la temporada.
La temporada 2006/2007 dejó de entrar en los planes del conjunto andaluz, por lo que dejó el equipo en el mercado invernal para incorporarse al Vecindario, también en la categoría de plata, aunque la situación deportiva era alarmante y el descenso era un obstáculo casi insalvable.
Al finalizar el año, para la temporada 2007/2008 contó con una oferta del Huesca, de Segunda división B, para luchar por el ascenso -que se terminó produciendo-, pero Juanjo prefirió irse al Ionikos, conjunto de la Segunda división griega.
El 30 de enero de 2009 se incorporó a la disciplina del Universidad de Las Palmas, conjunto canario de la Segunda división B, unos meses después de quedar libre tras su experiencia en el fútbol griego.
En el mercado invernal de la temporada 2009-2010, fichó por el Club Deportivo Leganés, equipo de la segunda división B española.
Tras pasar por el Club Deportivo Leganés, a la siguiente temporada ficho por el Alcobendas Sport de la tercera división grupo 7.
En la temporada 2012-2013,fichó por el C. D. San Fernando de Henares, equipo de la Preferente Madrileña grupo 1, hasta la temporada 2016 ya colgó las botas, para entrenar al Juvenil A del C. D. San Fernando de Henares.
El 11 de diciembre de 2021, Juanjo García Granero llega al primer equipo para entrenar  y tras dirigir al Juvenil del propio C. D. San Fernando de Henares el técnico lleva vinculado a los banquillos del Sanfer desde el año 2016 tras colgar las botas compitiendo en el mismo C. D. San Fernando de Henares. Dejó de ser entrenador del Sanfer el 30 de noviembre de 2021.
Pese a ser utilizado en el inicio de su carrera como lateral, él mismo ha reconocido en múltiples ocasiones que se siente más cómodo como centrocampista, en la posición de interior. Y ahí es donde ha disputado la mayoría de sus partidos como profesional. Como jugador, destaca por su gran calidad técnica, especialmente por su capacidad de desborde y precisión en los centros desde la banda. También posee una buena punta de velocidad.

## Clubes
| Club                          | País   | Año       | Partidos | Goles |
| ----------------------------- | ------ | --------- | -------- | ----- |
| Real Zaragoza B               | España | 2000-2001 | 34       | 3     |
| Real Zaragoza B               | España | 2001-2002 | 9        | 3     |
| Real Zaragoza B               | España | 2002-2003 | 29       | 4     |
| Elche C. F.                   | España | 2003-2004 | 30       | 3     |
| Real Zaragoza                 | España | 2004-2005 | 4        | 0     |
| Xerez C.D.                    | España | 2005-2006 | 28       | 1     |
| Xerez C.D.                    | España | 2006-2007 | 1        | 0     |
| U.D. Vecindario               | España | 2006-2007 | 11       | 0     |
| Ionikos FC                    | Grecia | 2007-2008 | 27       | 1     |
| Universidad de Las Palmas     | España | 2008-2009 | 15       | 3     |
| CD Leganés                    | España | 2009-2010 | 15       | 1     |
| Cerro Reyes Atlético          | España | 2010      |          |       |
| Alcobendas Sport              | España | 2011-     |          |       |
| C. D. San Fernando de Henares | España | 2012-2016 |          |       |

## Como entrenador
| Club                          | País   | Categoría          | Año       |
| ----------------------------- | ------ | ------------------ | --------- |
| C. D. San Fernando de Henares | España | Juvenil A          | 2016-2020 |
| C. D. San Fernando de Henares | España | 1 equipo           | 2020-2021 |
| C. F. Pozuelo de Alarcón      | España | Tercera Federación | 2021-2024 |

## Palmarés

### Campeonatos nacionales
| Título              | Club          | País   | Año  |
| ------------------- | ------------- | ------ | ---- |
| Supercopa de España | Real Zaragoza | España | 2004 |